# Georg Maier (Politiker, 1927)
Georg Maier (* 28. März 1927 in Radstadt; † 14. Mai 1999 in Hallein) war ein österreichischer Politiker (SPÖ) sowie Mechaniker. Er  war von 1974 bis 1984 Abgeordneter zum Salzburger Landtag.

## Ausbildung und Beruf
Nach dem Besuch der Pflichtschule absolvierte Georg Maier eine Lehre als Mechaniker bei den Grill-Werken in Hallein. Er wurde 1944 zum Reichsarbeitsdienst eingezogen und musste in den letzten beiden Kriegsjahren des Zweiten Weltkriegs zwischen 1944 und 1945 Kriegsdienst in der deutschen Armee leisten. Er geriet 1945 in Kriegsgefangenschaft, aus der er erst im Jahr 1946 zurückkehren konnte. Nach seiner Rückkehr aus dem Krieg arbeitete er 1946 als Werkzeugmacher in Mitterberghütten, danach war er von 1946 bis 1986 als Facharbeiter bei der Firma Friedmann & Maier in Hallein beschäftigt.

## Politik und Funktionen
Georg Maier wurde 1953 Betriebsrat der Firma Friedmann & Maier und stieg 1967 zum Betriebsratsvorsitzenden seines Unternehmens auf. Er wirkte in dieser Funktion bis 1987. Gewerkschaftlich war Maier von 1973 bis 1981 als stellvertretender Vorsitzender der ÖGB-Landesexekutive Salzburg aktiv, zudem wurde er stellvertretender Obmann der Gewerkschaft Metall-Bergbau-Energie und von  1973 bis 1988 Mitglied der ÖGB-Landesleitung. Er trat 1953 der SPÖ bei und war innerparteilich von 1969 bis 1984 als Stadtparteiobmann der SPÖ Hallein aktiv, des Weiteren war er von 1974 bis 1982 stellvertretender SPÖ-Sektionsobmann in Hallein-Burgfried. Auf Bezirksebene fungierte er von 1970 bis 1984 als stellvertretender Bezirksparteivorsitzender der SPÖ Tennengau. Er übte auch auf Landesebene parteiinterne Funktionen aus und gehörte zwischen 1978 und 1984 dem Landesparteivorstand der SPÖ Salzburg an. 
Als Mandatar war Maier von 1964 bis 1979 als Mitglied des Gemeinderates in Hallein aktiv, danach war er von 1979 bis 1984 Stadtrat von Hallein. Er führte von 1969 bis 1974 zudem den Klubvorsitz der SPÖ-Gemeinderatsfraktion in Hallein und vertrat die SPÖ vom 29. Mai 1974 bis zum 15. Mai 1984 im Salzburger Landtag. Des Weiteren war er von 1983 bis 1985 Bezirksvertreter im Tennengau der Salzburger Volkshilfe und von 1969 bis 1974 Kammerrat der Arbeiterkammer Salzburg.

## Auszeichnungen
- Großes Silbernes Ehrenzeichen für Verdienste um die Republik Österreich (1985)